# 德赫巴思
德赫巴思（Deheubarth）是威爾斯南部歷史上的名稱。在中世紀時，德赫巴思是一個獨立的王國，與北威爾斯的圭內斯王國、東威爾斯的波伊斯王國並立。
十世紀的時候，好人海威爾（Hywel Dda）將塞瑟盧格與達費德王國統一，建立德赫巴思王國。在諾曼入侵英格蘭期間，德赫巴思與北方的圭內斯聯合抵禦入侵的諾曼軍隊：起初諾曼人的攻勢被圭內斯國王歐文·圭內斯擊退，但在里斯·阿頗·圖杜爾在位期間德赫巴思變成了英格蘭國王征服者威廉的從屬國。圖杜爾的孫子里斯·阿頗·格魯菲德領導下德赫巴思一度復興，他去世之後德赫巴思成為了圭內斯王國的附庸。

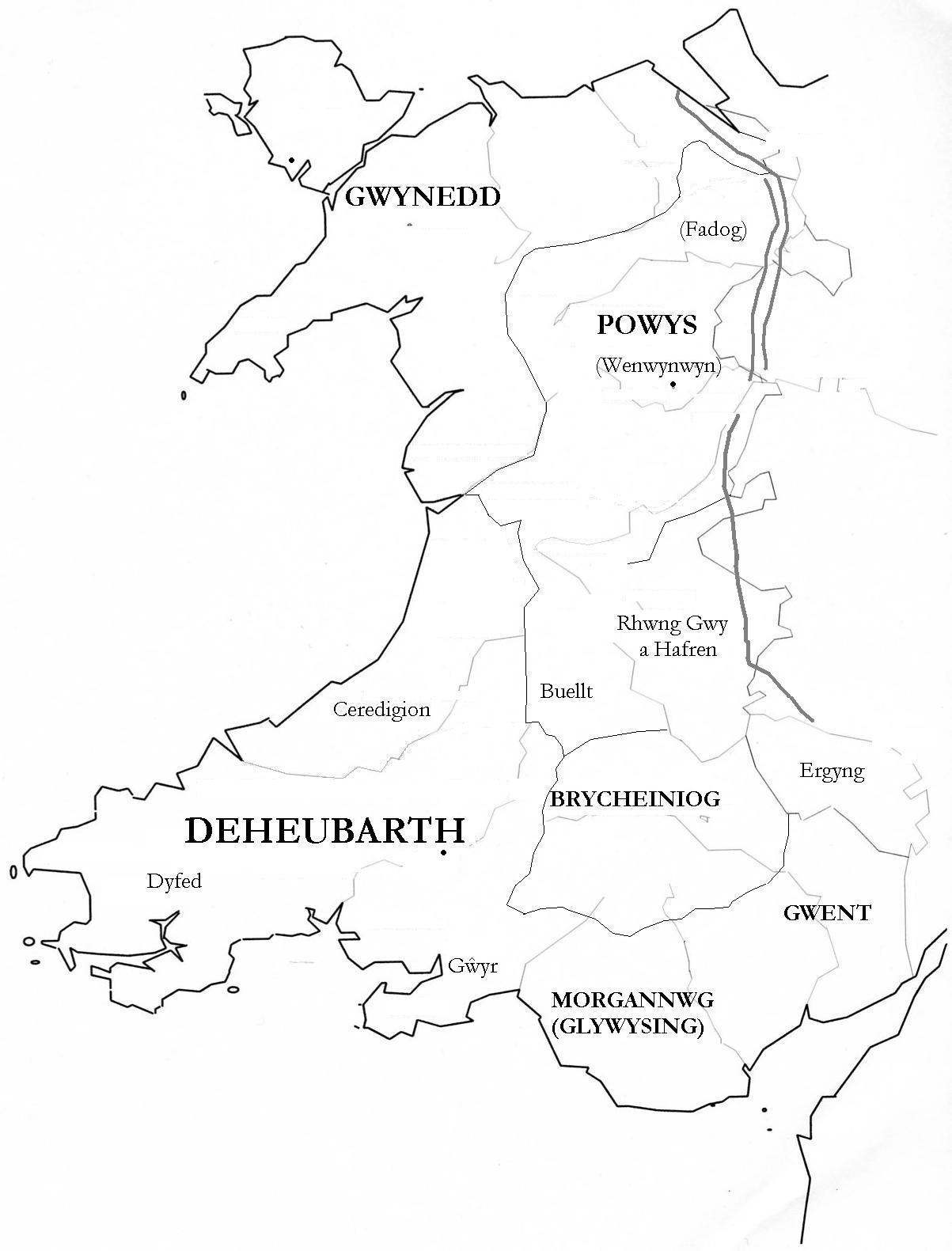
中世紀的威爾斯諸國